# 186 v.Chr.
186 v.Chr. is een jaartal volgens de christelijke jaartelling.

## Gebeurtenissen

### Italië
- De Romeinse Senaat kondigt de wet Senatusconsultum de Bacchanalibus af, die de Bacchanalia – en daarmee de verering van Dionysus – verbiedt.
- In Rome  organiseert generaal Marcus Fulvius Nobilior de eerste venatio (leeuwengevecht).